# Уелингтън (Юта)
Вижте пояснителната страница за други значения на Уелингтън.
Уелингтън (на английски: Wellington) е град в окръг Карбън, щата Юта, САЩ. Уелингтън е с население от 1666 жители (2000) и обща площ от 9,1 km². Намира се на 1650 m надморска височина. ЗИП кодът му е 84542, а телефонният му код е 435.